# 통룬 시술리트
통룬 시술리트(라오어: ທອງລຸນ ສີສຸລິດ, 문화어: 통룬 씨쑤릿, 1945년 11월 10일~)은 라오스의 정치가로, 라오인민혁명당 총비서이자 라오스 제7대 주석이다.
그는 후아판주에서 태어나 교육을 받았으며, 이후 레닌그라드와 모스크바에서 수학하였다. 라오스 내전 기간 동안 파테트라오를 지지하며 교사로 활동하였다. 1987년부터 1992년까지 라오스 외교부 차관을 지냈으며, 이후 여러 정부 직책을 역임하였다. 2001년에는 부총리에 임명되었으며, 2006년부터 외무부 장관으로 활동하였다.
그는 미국 국무부로부터 '온건파'로 평가받았으며, 라오스-미국 관계 개선에 기여하였다. 이러한 외교적 노력은 2009년 짐 웨브 상원의원, 2010년 힐러리 클린턴 미국 국무장관에게 긍정적인 평가를 받았다. 또한, 라오스-중국 관계 및 라오스-베트남 관계 강화를 추진하였다. 2016년 라오스 총리에 취임한 후에는 반부패 정책을 시행하였다. 이후 2021년 라오인민혁명당 총비서 겸 국가주석으로 선출되었다.